# Semjon Georgijevič Gangeblov
Semjon Georgijevič Gangeblov (rusko Семён Георгиевич Гангеблов), ruski general gruzinskega rodu, * 1757, † 1827.
Bil je eden izmed pomembnejših generalov, ki so se borili med Napoleonovo invazijo na Rusijo; posledično je bil njegov portret dodan v Vojaško galerijo Zimskega dvorca.

## Življenje
Njegovi predniki so se iz Gruzije v Rusijo preselili leta 1724. 
1. januarja 1771 je postal desetnik v Črnem huzarskem polku; čez pet let je pričel aktivno vojaško službo, ko je bil povišan tudi v zastavnika. Med rusko-turško vojno se je udeležil štirih kampanj v letih 1788-91, za kar je bil povišan v stotnika. 
Leta 1794 je sodeloval v bojih proti Poljakom in se odlikoval v bojih za Prago; za zasluge je bil povišan v podpolkovnika. 30. aprila 1798 je bil povišan v polkovnika in 27. septembra 1799 še v generalmajorja. 
7. maja 1799 je postal poveljnik 9. lovskega polka in 28. septembra istega leta poveljnik 13. lovskega polka; slednji je bil 8. marca 1800 preštevilčen v 12. lovski polk. S tem polkom se je udeležil vojne leta 1807 proti kavkaškim gorskim plemenom. 26. novembra 1810 je bil odpuščen iz vojaške službe. 
20. maja 1811 je bil sprejet nazaj v vojaško službo in sicer kot poveljnik 12. lovskega polka. S tem polkom se je udeležil patriotske vojne leta 1812; za zasluge je bil povišan v generalmajorja. Maja 1813 je zapustil vojaško službo zaradi prejetih ran, nato pa se je 20. marca 1818 dokončno upokojil.